# Municipio de Polk (condado de Huntington)
El municipio de Polk (en inglés: Polk Township) es un municipio ubicado en el condado de Huntington en el estado estadounidense de Indiana. En el año 2010 tenía una población de 449 habitantes y una densidad poblacional de 7,19 personas por km².

## Geografía
El municipio de Polk se encuentra ubicado en las coordenadas 40°46′59″N 85°36′45″O / 40.78306, -85.61250. Según la Oficina del Censo de los Estados Unidos, el municipio tiene una superficie total de 62.45 km², de la cual 58,96 km² corresponden a tierra firme y (5,59 %) 3,49 km² es agua.

## Demografía
Según el censo de 2010, había 449 personas residiendo en el municipio de Polk. La densidad de población era de 7,19 hab./km². De los 449 habitantes, el municipio de Polk estaba compuesto por el 96,66 % blancos, el 0,45 % eran afroamericanos, el 1,11 % eran asiáticos, el 1,56 % eran de otras razas y el 0,22 % eran de una mezcla de razas. Del total de la población el 1,78 % eran hispanos o latinos de cualquier raza.